# Kľak (Mała Fatra)
Kľak (1351 m) – szczyt w tzw. Luczańskiej części Małej Fatry w Karpatach Zachodnich na Słowacji.

## Położenie
Kľak jest ostatnim wybitnym szczytem, kończącym na południu główny grzbiet Luczańskiej Małej Fatry. Wznosząc się stromo nad przełęczą Fačkovské sedlo (802 m), która oddziela Małą Fatrę od Gór Strażowskich (Stražovské Vrchy), stanowi charakterystyczną dominantę zarówno Kotliny Górnonitrzańskiej na południu, jak i Kotliny Rajeckiej na zachodzie. Wierzchołek góry zwieńczony jest podwójnym krzyżem – identycznym, jak w godle państwowym Słowacji.

## Geologia i morfologia
Szczyt Kľaku tworzy potężna płyta zbudowana z dolomitów i wapieni płaszczowiny choczańskiej. Łagodnie nachylona ku wschodowi i częściowo północy, w pozostałych dwóch kierunkach obrywa się kilkudziesięciometrowymi, pionowymi urwiskami. Skalna powierzchnia szczytowa jest nierówna i spękana, pełna uskoków i szczelin. Podstawę masywu budują mniej odporne margle i margliste wapienie płaszczowiny kriżniańskiej.

## Przyroda ożywiona
Poza stosunkowo niewielkim wycinkiem między wierzchołkiem Kľaku a brzegiem urwiska cała reszta wierzchowiny jest dość gęsto porośnięta. Pod sam szczyt podchodzą kępy karłowatej buczyny, nie przekraczającej 1,5 m wysokości i równie karłowatej wierzby iwy. Nieliczne świerki mają przysadziste sylwetki i formy bardziej lub mniej sztandarowe. Wśród świerków rosną licznie krzewy wawrzynka wilczełyko. Na wierzchołkowym spiętrzeniu spotkamy również trawę kostrzewę tatrzańską, która znajduje tu swą zachodnią granicę występowania.
Na północnych zboczach góry występują płaty kosodrzewiny, przetykanej pojedynczymi jarzębinami. W towarzyszących jej ziołoroślach rośnie m.in. tojad mocny. Spotkamy szereg innych gatunków roślin chronionych, jak goryczka krótkołodygowa, zarzyczka górska, lilia złotogłów, storczyk podkolan biały, paproć języcznik zwyczajny i in.
Wierzchołek i południowo-zachodnie stoki masywu po poziomicę ok. 1050 m obejmuje utworzony w 1965 r. rezerwat przyrody Kľak o powierzchni 85,71 ha.
W 1813 r. prowadził tu obserwacje botaniczne i zbierał rośliny do swojego zielnika znany szwedzki botanik Göran Wahlenberg.

## Turystyka
Wierzchołek góry jest doskonałym i często odwiedzanym punktem widokowym. Roztacza się z niego piękna, dookolna panorama. Punktem charakterystycznym panoramy na północnym wschodzie jest Krížava z wysokim masztem nadajnika telewizyjnego. Oprócz samej Małej Fatry obejmuje ona m.in. Wielką Fatrę, Żar (słow. Žiar), Ptacznik i Góry Strażowskie. Przy dobrej widoczności ponad grzbietem Jaworników dostrzec można szczyt Łysej Góry w Beskidzie Morawsko-Śląskim, ozdobiony również wieżą nadajnika RTV.
Pod szczytem Kľaku istniał kiedyś schron turystyczny, po którym do dziś widoczne są jeszcze fundamenty - tzw.  (słow.) Bošaniho útulňa. Zbudowany został w 1923 r. przez  Oddział Klubu Czechołowackich Turystów w Prievidzy. Zniszczony prawie zupełnie pod koniec II wojny światowej, został odbudowany i ponownie oddany do użytku w 1948 r. Mogły w nim nocować 22 osoby. Brak stałego gospodarza doprowadził rychło obiekt do upadku i w latach 60. ub. wieku był on już zupełną ruiną.    
Szczyt udostępniony jest znakowanymi szlakami turystycznymi:
- z Vrícka  2:30 h (z powrotem 2 h);
- od schroniska przy źródłach Nitry przez Rewańskie Łąki  2:15 ha (z powrotem 1:45 h);
- z przełęczy Fačkovské sedlo przez Rewańskie Łąki , następnie  2 h (z powrotem 1:30 h);
- z rozdroża pod Čičmanami  2:30 h (z powrotem 2:15 h);
- z Fačkova Suchą Doliną  2:45 h (z powrotem 2:30 h).